# Ga Eojeong
Ga Eojeong (tiếng Hàn: 어정역; Hanja: 御停驛) là một ga trên tuyến Everline ở Jung-dong, Giheung-gu, Yongin, Hàn Quốc.

## Bố trí ga
| Jiseok ↑   |
| \| N/B     |
| ↓ Dongbaek |

| Hướng Bắc | ●Tuyến EverLine | ← Hướng đi Giheung            |
| Hướng Nam | ●Tuyến EverLine | → Hướng đi Jeondae–Everland → |

## Liên kết
- (tiếng Hàn) Thông tin ga từ Everline